# Michael August Blume

Wappen von Michael August Blume.

Michael August Blume SVD (* 30. Mai 1946 in South Bend, Indiana) ist ein US-amerikanischer Geistlicher, emeritierter römisch-katholischer Erzbischof und Diplomat des Heiligen Stuhls.

## Leben
Michael August Blume trat der Ordensgemeinschaft der Steyler Missionare bei; Joseph Robert Crowley, Weihbischof in Fort Wayne-South Bend, spendete ihm am 23. Dezember 1972 die Priesterweihe.
Papst Benedikt XVI. ernannte ihn am 24. August 2005 zum Titularerzbischof pro hac vice von Alexanum und Apostolischen Nuntius in Benin und Togo. Kardinalstaatssekretär Angelo Sodano spendete ihm am 30. September desselben Jahres die Bischofsweihe; Mitkonsekratoren waren Henryk Hoser SAC, beigeordneter Sekretär der Kongregation für die Evangelisierung der Völker, und Leonardo Sandri, Substitut des Staatssekretariates. Sein bischöflicher Wahlspruch „Verbum Dei currat“ ist dem zweiten Brief an die Thessalonicher entnommen (2 Thess 3,1 ) und bedeutet – aus der Vulgata übersetzt – „damit das Wort Gottes seinen Lauf nehme“.
Am 2. Februar 2013 wurde Blume zum Apostolischen Nuntius in Uganda ernannt und am 4. Juli 2018 zum Apostolischen Nuntius in Ungarn.
Papst Franziskus nahm am 31. Dezember 2021 das von Michael August Blume aus Altersgründen vorgebrachte Rücktrittsgesuch an.